# Искија (Напуљ)
Искија (итал. Ischia) је насеље у Италији у округу Напуљ, региону Кампанија.
Према процени из 2011. у насељу је живело 18564 становника. Насеље се налази на надморској висини од 25 м.

## Становништво
| 1931. | 1936. | 1951.  | 1961.  | 1971.  | 1981.  | 1991.  | 2001.  | 2011.  |
| ----- | ----- | ------ | ------ | ------ | ------ | ------ | ------ | ------ |
| 8.842 | 9.252 | 10.385 | 11.416 | 14.339 | 16.038 | 16.013 | 18.253 | 18.688 |